# Teodoro Abucara
Teodoro Abucara (†770) foi um bispo de Cária, na Síria. Em seus diálogos contra os heréticos, ele frequentemente reproduz, ipsis literis, as palavras do grande teólogo oriental João de Damasco, de quem era discípulo. João se dirigiu a ele em três famosos discursos em defesa das imagens sagradas durante a controvérsia iconoclasta. Já houve tentativas de identificá-lo com o bispo "Teodoro de Cária", que participou do quarto concílio de Constantinopla, em 869.